# مدخنة غازات

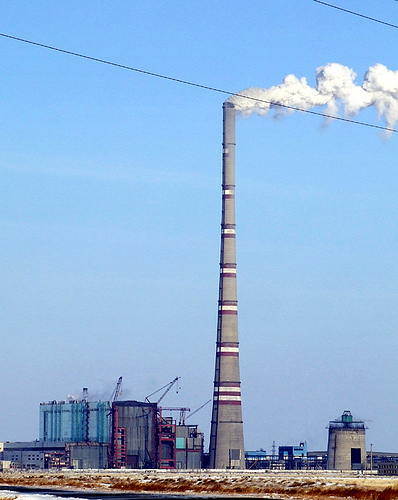
مدخنة غازات في محطة جريس-2 لتوليد الطاقة الكهربائية بكازاخستان وتُعد الأطول في العالم بطول إجمالي يصل إلي 420 متر

مدخنة الغازات هي إحدي أنواع المداخن المنُتشرة في العالم وهي عبارة عن إنبوبة رأسية طويلة تعمل كقناة رأسية يُمر بها غازات هي نواتج الاحتراق في المصانع والمحطات لتطردها في الهواء الجوي، ويتم إنتاج تلك الغازات نتيجة لاحتراق الفحم والبترول والغاز الطبيعي والخشب أو نتيجة لحرق أي نوع من أنواع الوقود في الأفران الصناعية الكبري أو غلايات إنتاج البخار في المحطات الكهربائية، وتحتوي تلك الغازات عادة علي ثاني أكسيد الكربون (CO2) بالإضافة إلي بخار الماء وأيضًا تحتوي علي النيتروجين والأكسجين الزائد المُضاف إلي الهواء لإتمام عملية الاحتراق، كما تحتوي الغازات علي نسب صغيرة من الملوثات والشوائب وأكاسيد النيتروجين وأكاسيد الكبريت وأول أكسيد الكربون، وعادة ما يتراوح طول تلك المداخن إلي 400 متر أو أكثر وذلك لكي تستطيع تشتيت تلك الغازات في الهواء الجوي وفي أكبر مساحة ممكنة لكي يحدث انخفاض في مستويات تركيز تلك الملوثات في الهواء الجوي لتصل إلي المستويات المسموح بها من قِبل الحكومات والقوانين المُصدرة في الدول والولايات التي تعمل بها تلك المحطات والمصانع.

## تاريخيًا
بُنيت أولي المداخن الصناعية في مُنتصف القرن السابع عشر عندما كان يُعرف عن تلك المداخن أنها تُحسن كفاءة الأفران الصناعية فقط، وذلك بأنها تعمل علي زيادة سحب الهواء داخل الأفران لإتمام عمليات الاحتراق في غرف الاحتراق، كما كان لها دورًا بارزًا في تطوير الأفران العاكس والصناعات المعدنية المتعلقة بالفحم وتُعد أحد المفاتيح في الثورة الصناعية الكبُري في أوروبا. مُعظم المداخن الصناعية في القرن الثامن عشر المعروفة حاليًا بمداخن الغات بنُيت داخل حوائط الأفران مثل المداخن المنزلية، وأول مدخنة صناعية منفصلة يُعتقد أنها التي بنُيت من أجل عمليات صهر الرصاص.
والربط القوي بين المداخن الصناعية للغازات والمناظر الممُيزة للثورة الصناعية كانت نتيجة لزيادة استخدام المحركات البخاريةفي العديد من التطبيقات الصناعية المختلفة. وتُعد المدخنة هي جزء من أجزاء غلاية توليد البخار وتطويرها يرتبط بشكل مباشر بزيادة قدرة المحرك البخاري. كما أن مدخنة محرك توماس نيوكمان البخاري كانت تُدمج داخل جدران غرفة المحرك، وارتبطت أطول مدخنة صناعية منفصلة في بدايات القرن التاسع عشر بالتغيرات والتطويرات التي دخلت علي تصميم الغلايات في محركات جيمس واط ثنائية القدرة وإزدهرت بشكل أكبر في العهد الفيكتوري.
وكان اختراغ المروحة الدافعة في بدايات القرن العشرين سببًا في إزاحة أهم وظائف المدخنة الصناعية وهي سحب الهواء ودفعه داخل فرن غلاية توليد البخار أو الأفران المختلفة، وعندما حدث استبدال للمحرك البخاري كالمحرك الأساسي حيث أُستبدل أول بمحركات ديزل ثم بعد ذلك بمحركات كهربائية فإن ذلك سبب في اندثار واختفاء تدريجي للمداخن الصناعية، وتم استبدال مواد بناء المداخن بدلًا من الحجارة إلي الطوب إلي الصلب ومؤخراء يتم بناؤها بالأسمنت المُسلح، ويتم تحديد طول المدخنة حسب الحاجة لتشتيت الملوثات والغازات وفقًا للقوانين والمراسيم الحكومية التي تحدد مستويات تلك الغازات في الهواء الجوي.

## سَحب مداخن الغازات

تأثير المدخنة في المداخن: القياسات تُمثل ضغط الهواء المطلق وسريان الهواء يُستدل به بالمؤشرات ذات اللون الرمادي الفاتح، وتدور المؤشرات باتجاه عقارب الساعة بزيادة الضغط

احتراق عوادم الغازات داخل مدخنة الغازات يسبب ارتفاع درجات الحرارة لتُصبح أكبر من درجة حرارة الهواء بالخارج وبالتالي تكون أقل كثافة من الهواء المحيط، وهذا ينتج عنه أن قاع العمود الرأسي للغازات يكون له ضغط منخفض بالمقارنة بقاع العمود الرأسي للهواء الخارجي، وبالتالي يتسبب الضغط المرتفع هذا في اندفاع الهواء داخل منطقة الاحتراق وأيضًا يقوم بدفع الغازات إلي أعلي وخارج المدخنة، وتلك الحركة أو سريان هواء الاحتراق وعوادم الغازات يسمي «بالسحب الطبيعي» أو «تأثير السَحب» أو «تأثير المدخنة»، وكلما كانت المدخنة أطول كلما كان تأثير السَحب أكبر.
وتعطينا المعادلة بالأسفل فرق الضغط التقريبي ΔP بين قاع وأعلي المدخنة وفرق الضغط هذا يحدث نتيجة للسَحب:
{\displaystyle \Delta P=\;C\,a\;h\;{\bigg (}{\frac {1}{T_{o}}}-{\frac {1}{T_{i}}}{\bigg )}}
| حيث: |                                                              |
| ΔP   | = فرق الضغط المتاح، بالباسكال                                |
| C    | = 0.0342                                                     |
| a    | = الضغط الجوي، بالباسكال                                     |
| h    | = ارتفاع مدخنة الغازات، بالمتر                               |
| To   | = درجة الحرارة المطلقة للهواء الخارجي، بالكلفن               |
| Ti   | = درجة الحرارة المطلقة المتوسطة للغازات داخل المدخنة بالكلفن |
والمعادلة بالأعلي هي تقريبية حيث تفترض أن الكتلة المولية للغازات والهواء بالخارج متساويتان وإن الانخفاض في الضغط خلال المدخنة ضئيل ويُهمل، وكلا الفرضين مناسبين لكنهما ليسا دقيقين جدًا.

## معدل سريان الغازات نتيجة السَحب
من خلال نظرية القيمة التقريبية فإن المعادلة التالية يُمكن استخدامها لتحديد معدل سريان الغازات نتيجة للسَحب الناتج من المدخنة، وتفترض المعادلة أن الكتلة المولية للغازات والهواء الجوي متساويتان وأن انتقال الحرارة والاحتكاك يُمكن إهمالهما:
{\displaystyle Q=C\;A\;{\sqrt {2\;g\;H\;{\frac {T_{i}-T_{o}}{T_{i}}}}}}
| حيث: |                                                                             |
| Q    | = معدل سريان الغازات، m³/s                                                  |
| A    | = المساحة المقطعية للمدخنة بالمتر المربع (يتم فرضها ثابتة خلال طول المدخنة) |
| C    | = معدل الصرف، يُعتبر عادة بين القيمتين 0.65 و 0.70)                          |
| g    | = عجلة الجاذبية، 9.807 m/s²                                                 |
| H    | = ارتفاع المدخنة، بالمتر                                                    |
| Ti   | = درجة الحرارة المتوسطة المطلقة لخليط الغازات داخل المدخنة بالكلفن          |
| To   | = درجة حرارة الهواء الخارجي المطلقة، بالكلفن                                |

وتكون تلك المعادلة صحيحة فقط عندما تكون مقاومة سريان السَحب ناتجةً عن فتحة واحدة ذات معامل تصريف ثابت C، وعادة إن لم يكن دائمًا فإن المقاومة تحدث بالمقام الأول نتيجة للمدخنة نفسها، وفي تلك الحالات فإن المقاومة تتناسب مع ارتفاع المدخنة H، وبالتالي يتم إلغاء ارتفاع المدخنة في المعادلة السابقة ونحصل علي معدل السريان كدالة في ارتفاع المدخنة.
يخضع تصميم المداخن للعديد من العوامل وذلك لتوفر القدر الكافي من السحب الطبيعي المطلوب، ومن تلك العوامل:
- ارتفاع وقطر المدخنة.
- كمية هواء الاحتراق الزيادة المطلوبة لضمان إتمام عملية الاحتراق.
- درجة حرارة غازات عوادم الاحتراق التي تغادر منطقة الاحتراق.
- تركيبة غازات هوادم الاحتراق حيث تُحدد كثافة خليط تلك الغازات.
- مقدار الاحتكاك المقاوم لسريان الغازات خلال المدخنة، وتختلف قيمته حسب المواد المستخدمة في بناء المدخنة.
- مقدار الحرارة المفقودة نتيجة تسرب الحرارة عبر جدران المدخنة أثناء سريان الغازات.
- الضغط الجوي للهواء في المنطقة المحيطة بالمدخنة، ويتم تحديده حسب الارتفاع عن سطح البحر.

وحساب العديد من تلك العوامل السابقة يتطلب طريقة التكرار والخطأ للوصول لأقرب قيمة تقريبية لها.

## تصميم المدخنة
تواجه تصميمات المداخن الكبيرة العديدة من التحديات الهندسية مثلا التيارات الدوامية للهواء والرياح والتي من الممكن أن تسبب تأرجح خطر للمداخن ومن الممكن أن تؤدي لانهيارها، ويتم استخدام شكل القطع الناقص بشكل شائع للتغلب علي تأرجخ المداخن واهتزازها نتيجة لقوي الرياح ومقاومة الهواء.
ولدي العديد من الدول منظمات حكومية تضع أكواد محددة لتحديد حسابات التصميم وكيفية وضعها، وهناك منظمات غير حكومية قامت بكتابة أكواد لشرح كيفية تصميم تلك المداخن وفقًا للمعايير المطلوبة (مثل:الجمعية الأمريكية للمهندسين الميكانيكيين).

## عناصر أخرى في المداخن
كما أشرنا في السابق فإن وظيفة المدخنة هي طرد الغازات الناتجة من الاحتراق في الهواء الجوي وذكرنا احتواء تلك الغازات علي العديد من الغازات الضارة وبعضها سامة مثل أكاسيد النيتروجين وأكاسيد الكبريت وأول أكسيد الكربون، لذلك فإن العديد من المداخن تحتوي في أعلاها علي أجهزة تنقية تقوم بتقليل تركيز تلك الغازات السامة والضارة في الغازات المطرودة خارج المدخنة للحفاظ علي البيئة والمنطقة السكانية المحيطة.
كما أن هناك بعض الدول تضع حد أدنى لطول المدخنة وذلك لكي يحدث تشتيت بشكل كافي يمنع تلك الغازات الضارة أن تهبط للمنطقة السكانية المحيطة وتسبب أضرار بيئية مختلفة. كما أن الولايات المتحدة تضع حدًا أقصي لطول تلك المداخن.

## أُنظر أيضًا
- مدخنة
- غاز مداخن
- نزع كبريت غاز العادم
- انبعاثات غاز المداخن الناجمة عن احتراق الوقود الحفري
- ترميد النفايات
- تأثير المدخنة